# Fauste de Riez
Pour les articles homonymes, voir Fauste.

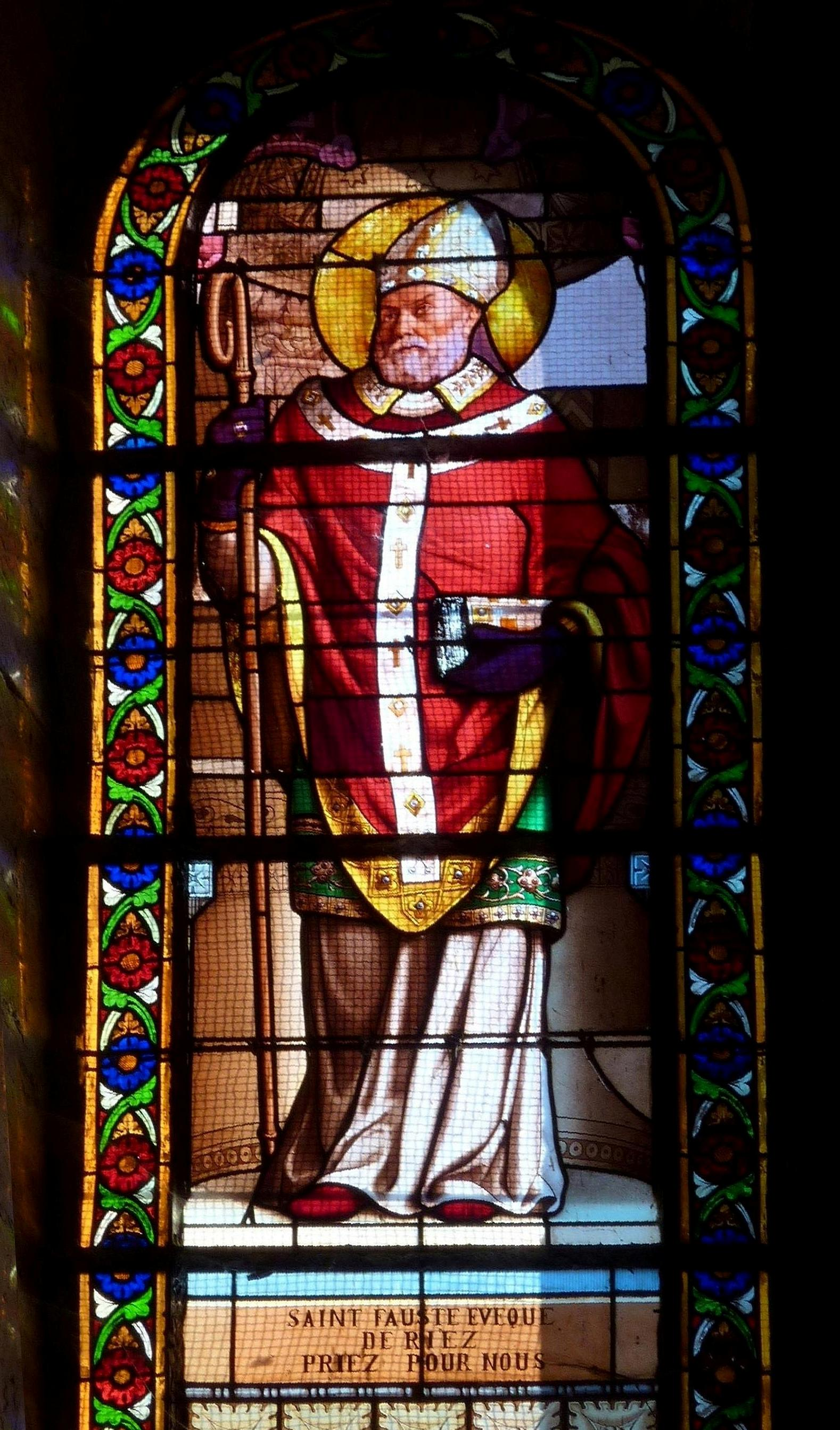
Fauste de Riez, vitrail de la cathédrale Notre-Dame de l'Assomption à Riez.

Fauste de Riez, né entre 400 et 410, mort entre 485 et 495, en latin Faustus Regiensis ou Reiensis, est moine puis abbé de Lérins ; il est élu évêque de Riez vers 459.
Il est un saint chrétien, fêté le 28 septembre.

## Biographie
On sait qu'il était Breton de naissance par Sidoine Apollinaire et par Avit de Vienne. Selon l'Historia Brittonum, il aurait été le fruit d'une union incestueuse du roi breton Vortigern avec sa fille unique (accusation de Nennius qui confond peut-être intentionnellement avec Vortiporius un siècle plus tard), et il fut baptisé et éduqué par Germain d'Auxerre. Celui-ci le ramena peut-être en Gaule à son retour du voyage qu'il effectua sur l'île de Bretagne en 429.
Moine à l'abbaye de Lérins vers 429, il en devint abbé en 439 lors de la nomination de Maxime au siège d'évêque de Riez. Fauste joue un rôle important dans le rayonnement spirituel de son monastère. À la mort de Maxime, vers 466, il lui succéda au siège de Riez. Il fut lié à Sidoine Apollinaire, qu'il baptisa vraisemblablement  et qui l'admirait beaucoup, lui rendit visite à Riez et lui confia l'éducation de son jeune frère.
À cause de son opposition à l'arianisme, il fut envoyé en exil par le roi wisigoth Euric, en 476. Il retrouva son siège, huit ans plus tard, à la mort de ce roi, en 484.
Il composa dans les années 470 un traité sur la divinité du Saint-Esprit, consubstantiel au Père et au Fils et coéternel. D'autre part, il en écrivit également un intitulé De gratia Dei et libero arbitrio où il condamnait le pélagianisme, mais semblait encore accorder une trop grande place au libre arbitre humain, ce qui fut appelé le semi-pélagianisme. Il fut ensuite condamné à titre posthume, comme représentant de ce courant, avec Jean Cassien et Vincent de Lérins lors du concile d'Orange (529). Fulgence de Ruspe, notamment, a écrit sur ce sujet un traité intitulé Contra Faustum Reiensem libri septem. Il faut ajouter que Claudien Mamert, dans son traité De statu animæ, critique, sans le nommer, une idée défendue par Fauste dans une de ses lettres : que l'âme humaine, étant créée, est matérielle comme tout le monde créé, Dieu seul étant spirituel. Fauste avait également hérité cette conception de Jean Cassien.
En plus des deux traités de théologie mentionnés, il a laissé des sermons et des lettres. Huit sermons seulement lui sont traditionnellement assignés, mais la totalité ou au moins une partie de la collection de sermons appelée l'Eusèbe gallican (soixante-seize textes) lui est attribuée par les spécialistes modernes. Ses lettres conservées sont au nombre de dix, dont cinq adressées à Rurice de Limoges.

## Œuvres

### Éditions critiques
- Patrologia Latina, vol. 58, col. 783-890 (De gratia Dei et libero arbitrio, lettres et sermons), et vol. 62, col. 9-40 (De Spiritu Sancto libri duo, traité faussement attribué au diacre romain Paschase).
- August Engelbrecht (éd.), Fausti Reiensis præter sermones pseudo-Eusebianos opera. Accedunt Ruricii epistulæ, Vienne, F. Tempsky, 1891.
- (it + la) Marino Neri, Dio, l'anima e l'uomo : l'epistolario di Fausto di Riez, Rome, Aracne, 2011, 417 p. (ISBN 978-88-548-4133-8) (édition de la correspondance en latin, avec traduction italienne en regard ; étude en italien).

### Traductions en français
- De l’Esprit Saint (trad. Joseph Berthon, préf. Gaston Savornin), Digne, Association pour l’étude et la sauvegarde du patrimoine religieux de la Haute Provence, Digne, 1999, 122 p. (lire en ligne ).
- De la grâce de Dieu et du libre arbitre (trad. H. Molletet, Joseph Berthon), Digne, Association pour l'étude et la sauvegarde du patrimoine religieux de la Haute Provence, 1996, 162 p.